# Dilan Dog (spisak epizoda)
Dilan Dog se prvi put pojavio u bivšoj Jugoslaviji u izdanju Zlatne serije u periodu 1987-1992. Nakon toga bilo je nekoliko neuspešnih pokušaja da se edicija obnovi od strane manjih izdavača kao što su Vaninin, Abaton i System Comics.. Dilan Dog ponovo počinje redovno da izlazi u Srbiji tek 2008. godine kada njegovo izlaženje pokreće izdavačka kuća Veseli četvrtak, koja ga izdaje i danas u posebnoj ediciji. Od marta 2018. god. Dilan Dog izlazi i u obnovljenoj ediciji Zlatne serije.
- Dilan Dog -- spisak epizoda izašlih u Zlatnoj Seriji (1987-1992)
- Dilan Dog -- Nova Zlatna serija (2018-danas)
- Dilan Dog -- spisak epizoda izašlih u Veselom četvrtku (2008-danas)
- Biblioteka Dilan Dog (Veseli četvrtak; 2010-danas)
- Dilan Dog - Superbook (2008-danas)
- Dilan Dog - Planeta mrtvih (2015-danas)
- Dilan Dog - Nova Zlatna serija - specijalno izdanje (2023-danas)
- Dilan Dog - Novi Lunov magnus strip (od 2023)
- Dilan Dog - Kolekcionarska izdanja